# Krumegg
Krumegg est une ancienne commune autrichienne du district de Graz-Umgebung en Styrie.

## Géographie
En 2015, la localité est regroupée avec Sankt Marein bei Graz et Petersdorf II.